# Jardin de Kyū-Iwasaki-tei
Pour les articles homonymes, voir Iwasaki.
Le jardin Kyū-Iwasaki-tei (旧岩崎邸庭園, Kyū-Iwasaki-tei teien) se trouve dans l'arrondissement de Taitō à Tokyo. C'est l'ancien domaine des Iwasaki, fondateur du groupe Mitsubishi; le nom Kyū-Iwasaki-tei signifie « Ancienne maison Iwasaki ». Le site est pourvu de trois bâtiments : une maison de style occidental conçue par l'architecte britannique Josiah Conder, une maison japonaise et une maison de billard, le tout sur une superficie d'environ 17 000 m2.

## Histoire

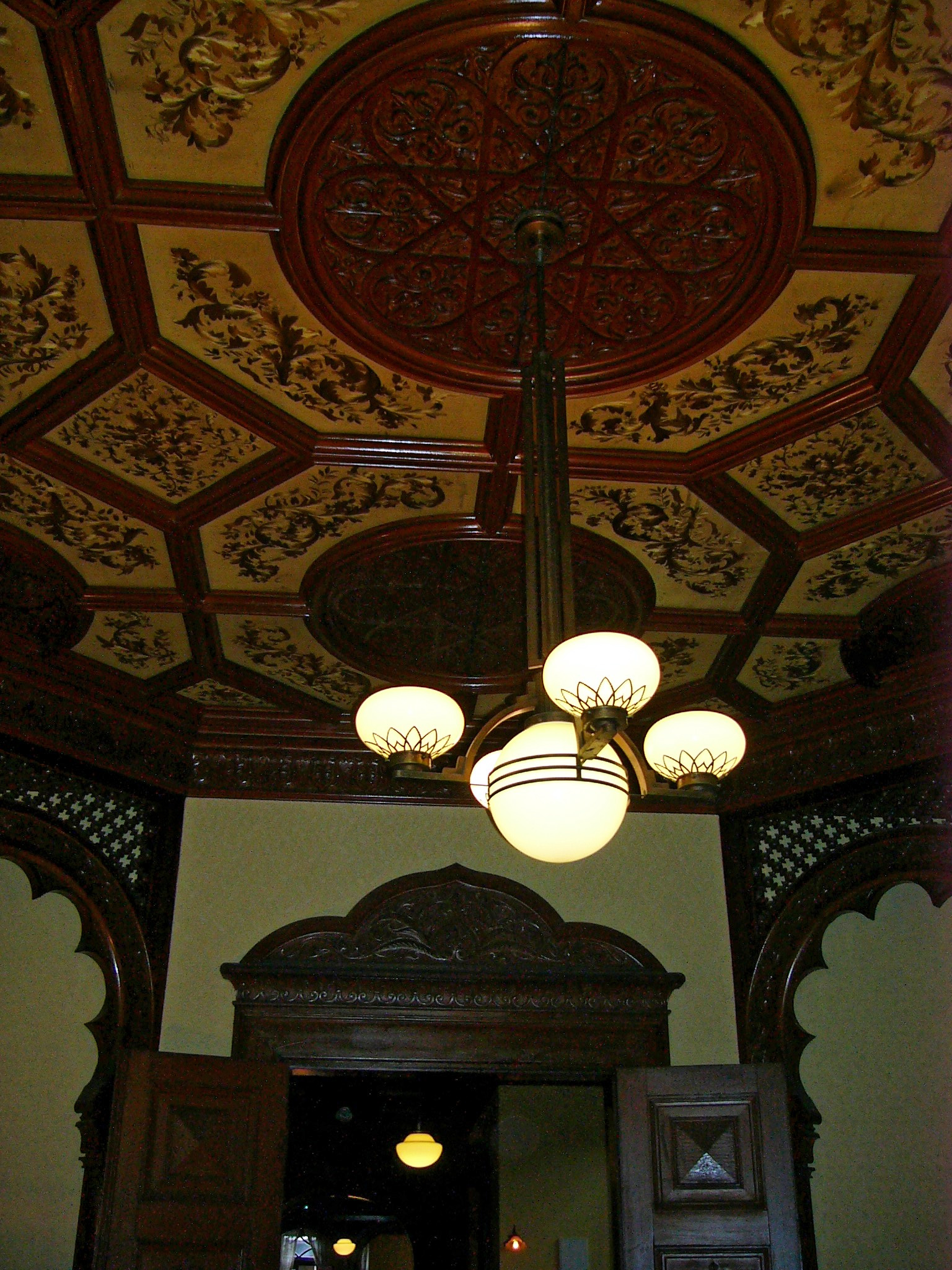
Intérieur de la résidence de style occidental

À l'origine, le terrain appartient à la famille Sakakibara du clan Echigo Takada pendant l'époque d'Edo, et abrite leur résidence d'Edo. La propriété passe à la famille du clan Makino Maizuru au début de l'ère Meiji. En 1896, Hisaya Iwasaki, fils d'Iwasaki Yatarō, fondateur du groupe Mitsubishi, acquiert le terrain et — trois ans plus tard après être devenu président de Mitsubishi.[pas clair] Le domaine devient la résidence officielle de la famille Iwasaki.
Hisaya Iwasaki engage l'architecte britannique, Josiah Conder, qui dessine un bâtiment principal de style occidental a un étage et la maison de billard de style suisse. L'ensemble du projet consiste en plus de 20 bâtiments sur une propriété de 49 500 m2.
Après la Seconde Guerre mondiale, la résidence est confisquée par le commandant suprême des forces alliées et après sa restitution, elle est utilisée comme institut de recherche et de formation judiciaire de la Cour suprême du Japon jusqu'en 1970. 
De tout ce qui a été construit, seul le manoir de style occidental, la maison de billard et un bâtiment de style japonais subsistent — victimes d'abord de l'occupation du Japon, mais plus encore du ministère japonais de la Justice, qui a démoli presque toutes les constructions de style japonais. Les terrains actuels représentent désormais moins de la moitié de leur superficie d'origine.
En 1961, la résidence principale est sauvée en se voyant attribuer le statut de bien culturel important du Japon. Ce statut est ensuite étendu à l'ensemble de la propriété en 1999. Depuis 2001, elle est administrée par le gouvernement métropolitain de Tokyo.

## Bâtiments

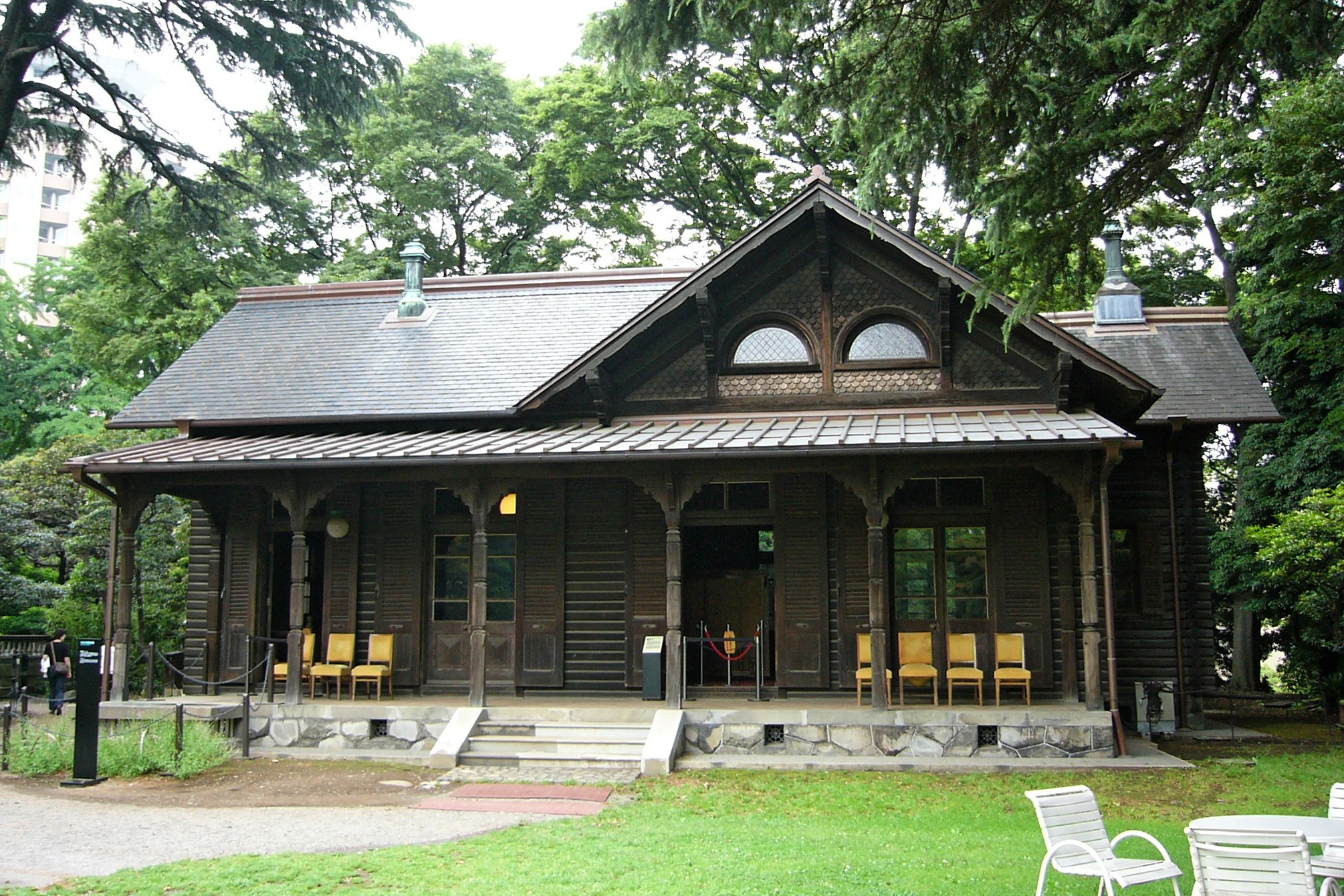
La maison de billard

La résidence de style occidental est un bâtiment à un étage construits en bois qui dispose également d'un sous-sol. La conception est basée sur l'architecture jacobéenne d'Angleterre au XVIIe siècle qui incorpore des motifs islamiques de la Renaissance. Sur l'aile sud de la construction se trouve une véranda avec colonnade. La partie supérieure de la colonnade est du style Ionien de la maison de campagne de Pennsylvanie, parce qu'Hisaya Iwasaki venait d'être diplômé de l'université de Pennsylvanie. 
La maison du billard est conçue pour rappeler un chalet de montagne suisse, style très rarement rencontré au Japon. Ce bâtiment est entièrement en bois, il dispose de murs en rondins avec des colonnes sculptées et un toit en saillie, conception qui montre des signes du style gothique. Elle est reliée à la résidence principale par un passage souterrain.
Le bâtiment de style japonais est intégré à la maison de style occidental. Au moment où le bâtiment est achevé, la superficie totale s'élève à 1 815 m2, ce qui le rend presque comparable en taille à l'édifice de style occidental. Il y a des paravents et des peintures sur fusuma (portes coulissantes) réalisées par Hashimoto Gahō, peintre renommé de l'époque.
Le jardin est maintenant presque réduit à une pelouse. Les éléments dans le jardin qui existent encore de l'époque d'Edo incluent certains monuments de pierre, des tōrō (lanternes de pierre) et un bassin en pierre pour le lavage des mains.
Le jardin est situé à environ 3 minutes de la gare de Yushima.

## Référence
- (en) Cet article est partiellement ou en totalité issu de l’article de Wikipédia en anglais intitulé « Kyu-Iwasaki-tei Garden » (voir la liste des auteurs).